# 大宮ソフト
有限会社大宮ソフト（おおみやソフト、Omiya Soft）は、日本のさいたま市大宮区に本社を置くゲーム開発会社。

## 概要
日本コンピュータシステムの元社員だった鈴木英夫らが1993年1月に設立した。開発に携わった作品に、『カルドセプト』シリーズや『ガンハザード』などがある。創立当時で3名、2012年時点で5名と少数精鋭の会社であるため、パートによっては外注に開発を委ねている。
社名の由来は「大宮市にあるから」という至ってシンプルな理由である。
Xbox 360用ソフト『カルドセプト サーガ』のゲームディスク盤面において、"Omiya Sfot"と誤記されたことがある。

## ゲーム
- ロードモナーク とことん戦闘伝説（1994年、メガドライブ、発売元：セガ・ファルコム）
- FRONT MISSION SERIES GUN HAZARD（1996年、スーパーファミコン、発売元：スクウェア）
- カルドセプトシリーズ（1997年 - ）
- 機甲装兵アーモダイン（2007年、PlayStation 2、発売元：ソニー・コンピュータエンタテインメント）
- 激突!ハニワールド（2017年 - 2019年8月31、Android/iOS） ※配信終了

## 主要人物
- 鈴木英夫
- 傑怪老
- 神宮孝之